# Список наближень астероїдів до Землі в 2008
Нижче наведено перелік астероїдів, що наближались до Землі у 2008 році .

## Хронологія наближень астероїдів до Землі ближче ніж на одну місячну відстань в 2008 році
Список відомих астероїдів що наближались до Землі ближче ніж на 1 місячну відстань (384 400 км або 0,00256 а.е. ) в 2008 році. 
| Date of closest approach | Об'єкт     | Номінальна геоцентрична відстань (а.о.)  | Номінальна геоцентрична відстань (МВ) | Розмір (м) (приблизно) | (H)  | Макс. підхід до Місяця |
| ------------------------ | ---------- | ---------------------------------------- | ------------------------------------- | ---------------------- | ---- | ---------------------- |
| 2008-01-13               | 2008 AF3   | 0,00251 а. о. (375 000 км; 233 000 миля) | 0.98                                  | 13–41                  | 26.1 |                        |
| 2008-01-16               | 2008 BW2   | 0,00238 а. о. (356 000 км; 221 000 миля) | 0.93                                  | 2–8                    | 29.7 |                        |
| 2008-01-31               | 2008 BC15  | 0,00198 а. о. (296 000 км; 184 000 миля) | 0.77                                  | 10–33                  | 26.6 | Yes                    |
| 2008-02-05               | 2008 CT1   | 0,000887 а. о. (132 700 км; 82 500 миля) | 0.35                                  | 6–20                   | 27.7 |                        |
| 2008-02-15               | 2008 CK70  | 0,00248 а. о. (371 000 км; 231 000 миля) | 0.97                                  | 22–71                  | 24.9 |                        |
| 2008-03-09               | 2008 EZ7   | 0,00108 а. о. (162 000 км; 100 000 миля) | 0.42                                  | 8–27                   | 27.0 |                        |
| 2008-03-10               | 2008 EF32  | 0,000441 а. о. (66 000 км; 41 000 миля)  | 0.17                                  | 3–9                    | 29.4 | ?                      |
| 2008-03-10               | 2008 EM68  | 0,000146 а. о. (21 800 км; 13 600 миля)  | 0.57                                  | 7–22                   | 27.5 | ?                      |
| 2008-03-23               | 2008 FK    | 0,00218 а. о. (326 000 км; 203 000 миля) | 0.85                                  | 7–24                   | 27.3 | Yes                    |
| 2008-03-29               | 2008 FP    | 0,00114 а. о. (171 000 км; 106 000 миля) | 0.44                                  | 12–38                  | 26.3 |                        |
| 2008-04-03               | 2008 GM2   | 0,00139 а. о. (208 000 км; 129 000 миля) | 0.54                                  | 5–15                   | 28.3 |                        |
| 2008-05-10               | 2008 JL24  | 0,00115 а. о. (172 000 км; 107 000 миля) | 0.45                                  | 3–8                    | 29.6 | Yes                    |
| 2008-07-29               | 2008 OT7   | 0,00116 а. о. (174 000 км; 108 000 миля) | 0.45                                  | 8–26                   | 27.1 |                        |
| 2008-10-03               | 2008 TN9   | 0,00166 а. о. (248 000 км; 154 000 миля) | 0.64                                  | 6–19                   | 27.8 |                        |
| 2008-10-07               | 2008 TC3   | impact                                   | 0                                     | 4.1                    | 30.4 |                        |
| 2008-10-09               | 2008 TS26  | 0,0000844 а. о. (12 630 км; 7 850 миля)  | 0.033                                 | 0.5–1.6                | 33.2 |                        |
| 2008-10-18               | 2008 UA202 | 0,00223 а. о. (334 000 км; 207 000 миля) | 0.87                                  | 3–9                    | 29.4 |                        |
| 2008-10-20               | 2008 US    | 0,000220 а. о. (32 900 км; 20 500 миля)  | 0.086                                 | 1–4                    | 31.4 |                        |
| 2008-10-22               | 2008 UM1   | 0,000572 а. о. (85 600 км; 53 200 миля)  | 0.22                                  | 0.8–2.6                | 32.1 |                        |
| 2008-11-03               | 2008 VM    | 0,000309 а. о. (46 200 км; 28 700 миля)  | 0.12                                  | 2–6                    | 30.2 |                        |

1. ↑  For a list of current Earth close approaches see NEO Earth Close Approaches [Архівовано 12 квітня 2014 у Wayback Machine.]

## Додаткові приклади
Приклад списку навколоземних астероїдів, які пройшли більше 1 місячної відстані (384 400 км або 0,00256 а.е.) від Землі у 2008 році.
- 2007 TU24 (~ 250 метрів у діаметрі) пройшов 1,44 LD (554 000 км) від Землі 29 січня 2008 року.
- 2008 CE22 (~ 18 метрів у діаметрі) пройшов від 0,9997 до 1,0023 LD (384300 до 385 300 км) від Землі 6 лютого 2008 року.
- (450894) 2008 BT18 (~ 650 метрів у діаметрі) пройшов від Землі 5,9 LD (2,3 млн км) 14 липня 2008 року.
- 2008 XK (діаметром ~ 12 метрів), можливо, пройшов близько 0,23 LD (89 300 км) від Землі 5 грудня 2008 року, але номінальна орбіта свідчить про те, що вона пройшла ближче до 1,46 LD (560 500 км) від Землі.